# Луговое (Сакский район)
Лугово́е (до 1948 года Урчу́к; укр. Лугове, крымскотат. Urçuq, Урчукъ) — село в Сакском районе Республики Крым, входит в состав Сизовского сельского поселения (согласно административно-территориальному делению Украины — Сизовского сельского совета Автономной Республики Крым).

## Население
| 2001 | 2014 |
| ---- | ---- |
| 188  | ↘115 |

Всеукраинская перепись 2001 года показала следующее распределение по носителям языка
| Язык       | Процент |
| ---------- | ------- |
| русский    | 80.32   |
| украинский | 19.68   |

### Динамика численности
| - 1806 год — 226 чел. - 1864 год — 121 чел. - 1889 год — 88 чел. - 1892 год — 80 чел. - 1900 год — 145 чел. - 1915 год — 48 чел. - 1918 год — 88 чел. | - 1926 год — 87 чел. - 1939 год — 145 чел. - 1989 год — 639 чел. - 2001 год — 188 чел. - 2009 год — 143 чел. - 2014 год — 115 чел. |

## Современное состояние
На 2016 год в Луговом числится 5 улиц; на 2009 год, по данным сельсовета, село занимало площадь 65.6 гектара, на которой в 65 дворах числилось 143 жителя.

## География
Луговое — село на севере района, в степной зоне Крыма, у границы с Красногвардейским районом, высота центра села над уровнем моря — 75 м. Соседние сёла: Ильинка в 4,5 км на восток и Виноградово — в 5 км на запад. Расстояние до райцентра — около 34 километров (по шоссе), там же ближайшая железнодорожная станция. Транспортное сообщение осуществляется по региональной автодороге 35Н-451 Виноградово — Водопойное (по украинской классификации С-0-11203).

## История
Первое документальное упоминание села встречается в Камеральном Описании Крыма… 1784 года, судя по которому, в последний период Крымского ханства Болчак входил в Каракуртский кадылык Бахчисарайского каймаканства. После присоединения Крыма к России (8) 19 апреля 1783 года, (8) 19 февраля 1784 года, именным указом Екатерины II сенату, на территории бывшего Крымского Ханства была образована Таврическая область и деревня была приписана к Евпаторийскому уезду. После Павловских реформ, с 1796 по 1802 год, входила в Акмечетский уезд Новороссийской губернии. По новому административному делению, после создания 8 (20) октября 1802 года Таврической губернии, Урчук был определён центром Урчукской волости Евпаторийского уезда.
По Ведомости о волостях и селениях, в Евпаторийском уезде с показанием числа дворов и душ… от 19 апреля 1806 года в деревне Урчук числилось 36 дворов и 226 жителей, исключительно крымских татар. На военно-топографической карте генерал-майора Мухина 1817 года деревня Урчук обозначена с 44 дворами. После реформы волостного деления 1829 года Урчук согласно «Ведомости о казённых волостях Таврической губернии 1829 года», остался центром Урчукской волости. На карте 1836 года в деревне 28 дворов и мечеть, как и на карте 1842 года.
В 1860-х годах, после земской реформы Александра II, деревню приписали к Абузларской волости. В «Списке населённых мест Таврической губернии по сведениям 1864 года», составленном по результатам VIII ревизии 1864 года, Урчук — владельческая татарская деревня, с 11 дворами, 121 жителем и мечетью при колодцах. По обследованиям профессора А. Н. Козловского 1867 года, вода в колодцах деревни была солоновато-горькая, а их глубина достигала 26—30 саженей (55—63 м). На трехверстовой карте Шуберта 1865—1876 года в деревне Урчук 11 дворов). По «Памятной книге Таврической губернии 1889 года», по результатам Х ревизии 1887 года, в деревне Урчук числилось 16 дворов и 88 жителей. Согласно «…Памятной книжке Таврической губернии на 1892 год», в деревне Урчук, входившей в Биюк-Кабанский участок, числилось 80 жителей в 11 домохозяйствах.
Земская реформа 1890-х годов в Евпаторийском уезде прошла после 1892 года, в результате Урчук приписали к Кокейской волости. По «…Памятной книжке Таврической губернии на 1900 год» в деревне числилось 145 жителей в 35 дворах. В 1910 году в Урчуке, согласно энциклопедическому словарю «Немцы России», на 2000 десятинах земли, было основано поселение крымских немцев лютеран. На 1914 год в селении действовала лютеранская школа грамотности. По Статистическому справочнику Таврической губернии. Ч.II-я. Статистический очерк, выпуск пятый Евпаторийский уезд, 1915 год, в деревне Урчук (земельного товарищества) Кокейской волости Евпаторийского уезда числилось 5 дворов с немецким населением в количестве 14 человек приписных жителей и 19 — «посторонних», из которых 14 мужчин и 19 женщин. Жители владели 1142 десятинами удобной земли. В хозяйствах имелось 85 лошадей, 8 волов, 32 коровы и 100 голов мелкого скота. Также имелась экономия Рейнке того же названия — 1 двор, 15 «посторонних» жителей. В 1918 году в Урчуке было 78 жителей. Согласно списку 1915 года «…русских подданных из австрийских, венгерских или германских выходцев» землевладельцев, опубликованном в газете «Таврические губернские ведомости» в апреле 1915 года, при деревне Урчук значатся Кельм Иоганн Христофорович, владевший 508 десятинами, 2178 квадратными саженями земли, Гайдингеры: Якуб Якубович, Андреас Якубович и Иоганес Якубов — по 236 дес. 1655 кв. саж. и Рейнке Людвиг Вильгельмович — 1218 дес., 2345 кв. саж..
После установления в Крыму Советской власти, по постановлению Крымревкома от 8 января 1921 года № 206 «Об изменении административных границ» была упразднена волостная система и село вошло в состав Евпаторийского района Евпаторийского уезда, а в 1922 году уезды получили название округов. 11 октября 1923 года, согласно постановлению ВЦИК, в административное деление Крымской АССР были внесены изменения, в результате которых округа были отменены и произошло укрупнение районов — территорию округа включили в Евпаторийский район. Согласно Списку населённых пунктов Крымской АССР по Всесоюзной переписи 17 декабря 1926 года, в селе Урчук, в составе упразднённого к 1940 году Кокейского сельсовета Евпаторийского района, числилось 20 дворов, все крестьянские, население составляло 87 человек, все немцы. Постановлением Президиума КрымЦИКа «Об образовании новой административной территориальной сети Крымской АССР» от 26 января 1935 года был создан Сакский район и село включили в его состав. По данным всесоюзной переписи населения 1939 года в селе проживало 145 человек. Вскоре после начала Великой Отечественной войны, 18 августа 1941 года крымские немцы были выселены, сначала в Ставропольский край, а затем в Сибирь и северный Казахстан.
После освобождения Крыма от фашистов, 12 августа 1944 года было принято постановление № ГОКО-6372с «О переселении колхозников в районы Крыма», по которому в район из Курской и Тамбовской областей РСФСР в район переселялись 8100 колхозников, а в начале 1950-х годов последовала вторая волна переселенцев из различных областей Украины. С 25 июня 1946 года Урчук в составе Крымской области РСФСР. Указом Президиума Верховного Совета РСФСР от 18 мая 1948 года, Урчук переименовали в Луговое. 26 апреля 1954 года Крымская область была передана из состава РСФСР в состав УССР. Время включения в состав Сизовского сельсовета пока точно не установлено: на 15 июня 1960 года посёлок Луговое уже числился в его составе. Указом Президиума Верховного Совета УССР «Об укрупнении сельских районов Крымской области», от 30 декабря 1962 года село присоединили к Евпаторийскому району. 1 января 1965 года, указом Президиума ВС УССР «О внесении изменений в административное районирование УССР — по Крымской области», Евпаторийский район был упразднён и село включили в состав Сакского (по другим данным — 11 февраля 1963 года). К 1 января 1968 года Луговому присвоен статус села. По данным переписи 1989 года в селе проживало 639 человек. С 12 февраля 1991 года село в восстановленной Крымской АССР, 26 февраля 1992 года переименованной в Автономную Республику Крым. С 21 марта 2014 года в составе Крыма аннексировано Россией.